# 労働者供給事業
労働者供給事業（ろうどうしゃきょうきゅうじぎょう）とは、日本において職業安定法第三章の四にて定められており、供給契約に基づいて労働者を他人の指揮命令を受けて労働に従事させる事業。
ただし、労働者派遣（自己の雇用する労働者を、当該雇用関係の下に、かつ、他人の指揮命令を受けて、当該他人のために労働に従事させることをいい、当該他人に対し当該労働者を当該他人に雇用させることを約してするものを含まないものをいう。）に該当するものを含まないものをいう。
法第14条では、例外を除いて禁止されている。

## 根拠法
（労働者供給事業の禁止）

第四十四条　何人も、次条に規定する場合を除くほか、労働者供給事業を行い、又はその労働者供給事業を行う者から供給される労働者を自らの指揮命令の下に労働させてはならない。
（労働者供給事業の許可）
第四十五条　労働組合等が、厚生労働大臣の許可を受けた場合は、無料の労働者供給事業を行うことができる。

厚生労働省は労働者供給事業の禁止について単なる強制労働、中間搾取の防止のみではなく、広く雇用形態の民主化と、労働者の基本的権利の保護を図ることとし、

労働者供給事業においては、労働者供給事業を行う者の一方的な意思によって、労働者の自由意思を無視して労働させる等のいわゆる強制労働の弊害や、支配従属関係を利用して本来労働者に帰属すべき賃金を労働者供給事業を行う者が自らの所得としてしまう等のいわゆる中間搾取の弊害が生じるおそれがある。このため労働者供給事業は本来労働者の基本的権利を侵害し労働の民主化を阻害するおそれが大きいものである。
したがって、憲法に定められた労働者の基本的人権を尊重しつつ、各人にその有する能力に適合する職業に就く機会を与え、及び産業に必要な労働力を充足し、もって職業の安定を図るとともに、経済及び社会の発展に寄与することを目的とする法においては、法第 45 条の規定により労働組合等（第２の１の（1）参照）が厚生労働大臣の許可を受けて無料で行う場合を除くほか、何人も労働者供給事業を行う者から供給される労働者を自らの指揮命令の下に労働させてはならないこととしている。（法第 44 条）
—厚生労働省 労働者供給事業業務取扱要領 

と原則を定めている。事前面接等の違法派遣では、労働者派遣事業に該当しない（労働者派遣法第2条1項）ため給料から引かれたピンはね額は中間搾取となる。偽装請負についても同様に請負企業からの中間搾取が認められるため、労働者供給事業違反罪として被害を立証する場合は中間搾取（労働基準法第6条で禁止）の被害を前面に出すべきである。

## 労働者供給事業の区分
契約が請負、委託、委任、労働者派遣、出向であっても、実態が次のような場合に労働者供給事業に該当する。
|          | 派遣元    | 派遣先   | |
| -------- | --------- | -------- | --------------------------------------------------------------------------------------------------- |
| 供給事業 | 支配      | 指揮命令 | × 元と労働者の間に雇用関係がない→供給事業 （偽装請負）                                              |
| 供給事業 | 支配      | 雇用     | × 元と雇用関係がない／先と雇用関係がある→供給事業                                                   |
| 供給事業 | 雇用      | 雇用     | × 元・先両方に雇用関係がある→供給事業 （事前面接）                                                  |
| 供給事業 | 雇用/指揮 | 指揮命令 | 労働者派遣を受けた労働者をさらに第三者の指揮命令のもとに労働させる形態（二重派遣）→供給事業         |
| 派遣事業 | 雇用      | 指揮命令 | 許可・届出が必要 例外：事前面接→供給事業 (２重雇用状態)                                             |
| 請負事業 | 雇用      | なし     | 受託者が、①「労務管理上の独立」 ②「事業経営上の独立」のいずれにも該当しなければ請負事業とはならない |
| 在籍出向 | 雇用      | 雇用     | 業として行う場合は供給事業となる。                                                                  |
| 転籍出向 | なし      | 雇用     | 業として行う場合は職業紹介事業となり許可が必要となる。                                              |

## 類型
労働者供給事業に該当するかは個別契約の名称・形式等ではなく、実態によって判断することとなる。一般的な類型は以下となる。
1. 請負と称するが、発注者が受注者の労働者に指示・教育・勤務時間管理等を行う。
2. 現場責任者がいるが、発注者の指示を伝達しているだけ。
3. 多重に労働者派遣が行われており使用責任が不明[4]。
4. 受注者が労働者を個人事業主扱いにするが実態は発注者の指示を受けている。

## 労働者派遣事業との関係
労働者と供給先との雇用関係があった場合は、名目が派遣事業でも、労働者供給事業に該当すると厚生労働省は事業者に通達している。
供給先との雇用関係による、２重の雇用関係は、労働者の特定を目的とする行為をして労働者の配置に関与することで成立するため、事前面接などの特定目的行為が、労働者供給事業に該当する条件となる。

## 特定目的行為との関係
労働者派遣事業者は、事前面接、履歴書・スキルリストの受領、職場見学、顔合わせ、職場訪問などの特定目的行為を行わないことを前提として、例外的に労働者の供給を許可されている。しかし常用型派遣（特定派遣）では、特定目的行為の時点で労働者と雇用関係があるため、事前面接の禁止についても免責されているとの認識があるが、特定目的行為を行い就業がなされた時点で、登録型派遣と同様に派遣元・派遣先の両方で雇用関係が成立することから、職業安定法第44条の労働者供給事業の禁止違反に該当することになる。（下図参照）
|                        | 採用・選考                 | 派遣元 | 派遣先                     |                                                   |
| ---------------------- | -------------------------- | ------ | -------------------------- | ------------------------------------------------- |
| 登録型派遣（一般派遣） | 事前面接・特定目的行為時点 | なし   | なし                       |                                                   |
| 登録型派遣（一般派遣） | 選考後・内定通知時点       | なし   | みなし雇用関係（採用内定） | × 元と雇用関係がない／先と雇用関係がある→供給事業 |
| 登録型派遣 (一般派遣） | 採用時点                   | 雇用   | 雇用                       | × 元・先両方に雇用関係がある→職業安定法第44条違反 |
| 常用型派遣（特定派遣） | 事前面接・特定目的行為時点 | 雇用   | なし                       |                                                   |
| 常用型派遣（特定派遣） | 採用時点                   | 雇用   | 雇用                       | × 元・先両方に雇用関係がある→職業安定法第44条違反 |

## 罰則

### 職業安定法第44条の労働者供給事業の禁止規定違反
罰則の適用には被害者等による検察への刑事告訴・告発か、行政・内部関係者による刑事告発が必要となる。犯罪構成要件となる強制労働、中間搾取の立証も必要となるが、労働者供給事業では中間搾取が必然的に認められるため、労働基準法第6条違反の告訴・告発を同時または先行して行った大日本印刷子会社にたいする多重偽装請負事件（刑事）などの事例がある。
- 職業安定法第5章第64条、1年以下の懲役または100万円以下の罰金

処罰は派遣元、派遣先の両者（披告発人）に科される。会社の代表者、人事責任者、採用担当者などが罰則の対象となる。
告発取り下げに金銭的補償を伴う裁判外の私法上の和解も可能である。告発人から金銭を要求することは恐喝とみなされる危険性があるので、披告発人から働きかけがない限り金銭による和解は現実的ではない。

## ILOへの提訴または申し立て
日本は「雇用関係の偽装」を根絶するための措置を各国に求める「雇用関係に関する勧告」（第198号）に賛同しているため、労基署が労基法6条、検察庁が職安法44条の告訴状、告発状を受理しない場合に、ILOに対して条約違反で提訴を行うこともできる。ILOへの提訴は全国コミュニティ・ユニオン連合会などを通じておこなうこともできる。

## 国際連合人権委員会への申し立て
労基署が労基法6条違反、検察庁が職安法44条違反の告訴状、告発状を受理しない場合に国際連合人権委員会へ申し立てることができる。